# Liste der Biografien/Ray
Liste der Biografien |
Portal Biografien |
Personensuche
# |
A |
B |
C |
D |
E |
F |
G |
H |
I |
J |
K |
L |
M |
N |
O |
P |
Q |
R |
S |
T |
U |
V |
W |
X |
Y |
Z |
?
 
Ra |
Rb |
Rd |
Re |
Rh |
Ri |
Rj |
Rk |
Rl |
Rm |
Rn |
Ro |
Rr |
Rs |
Rt |
Ru |
Rv |
Rw |
Rx |
Ry |
Rz
 
Raa |
Rab |
Rac |
Rad |
Rae–Rah |
Rai |
Raj |
Rak |
Ral |
Ram |
Ran |
Rao |
Rap |
Raq |
Rar |
Ras |
Rat |
Rau |
Rav |
Raw |
Rax |
Ray |
Raz
Die Liste der Biografien führt alle Personen auf, die in der deutschsprachigen Wikipedia einen Artikel haben. Dieses ist eine Teilliste mit 281 Einträgen von Personen, deren Namen mit den Buchstaben „Ray“ beginnt.

## Ray
- Ray J (* 1981), US-amerikanischer R&B-Sänger und SchauspielerRay J (* 1981)

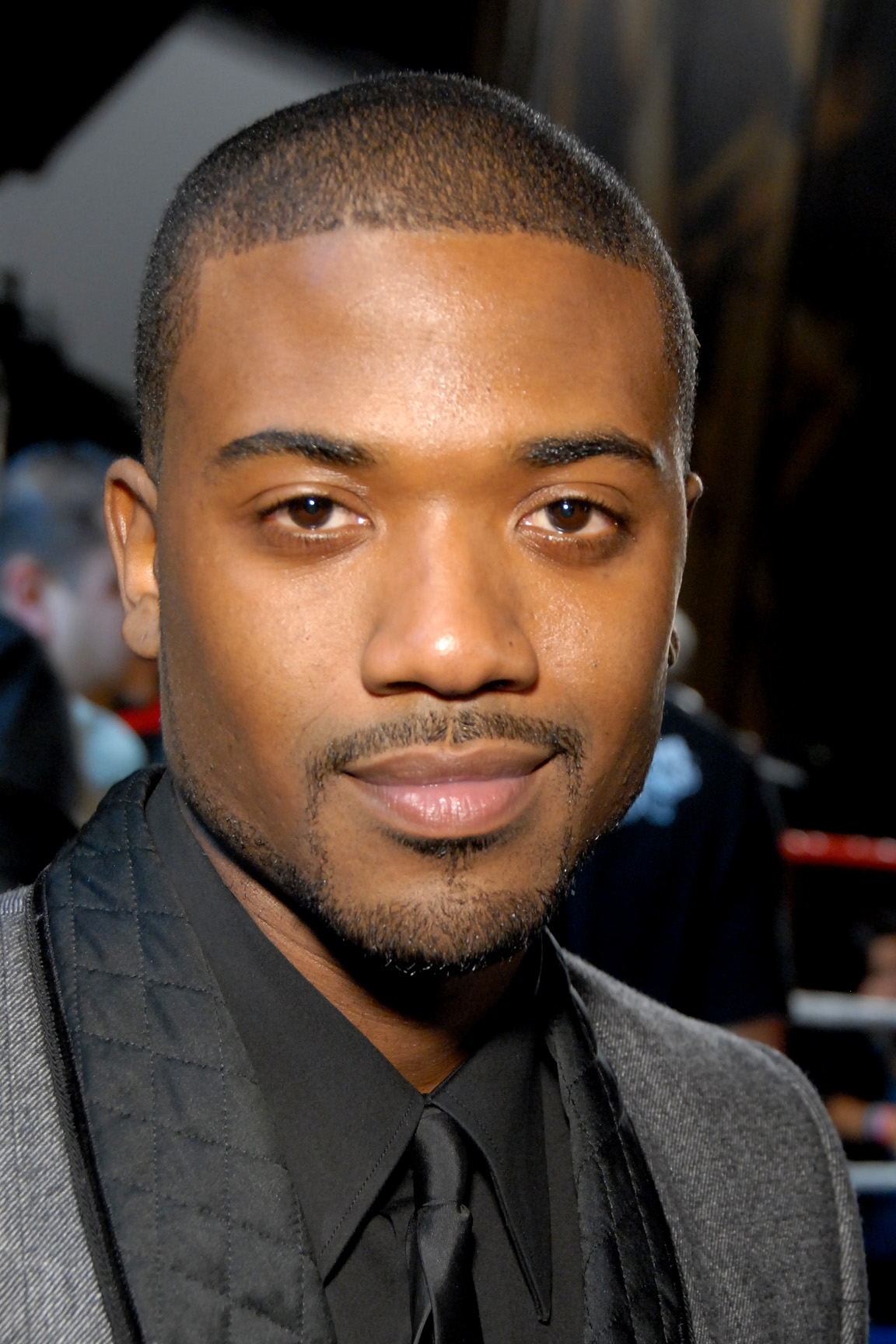
Ray J (* 1981)

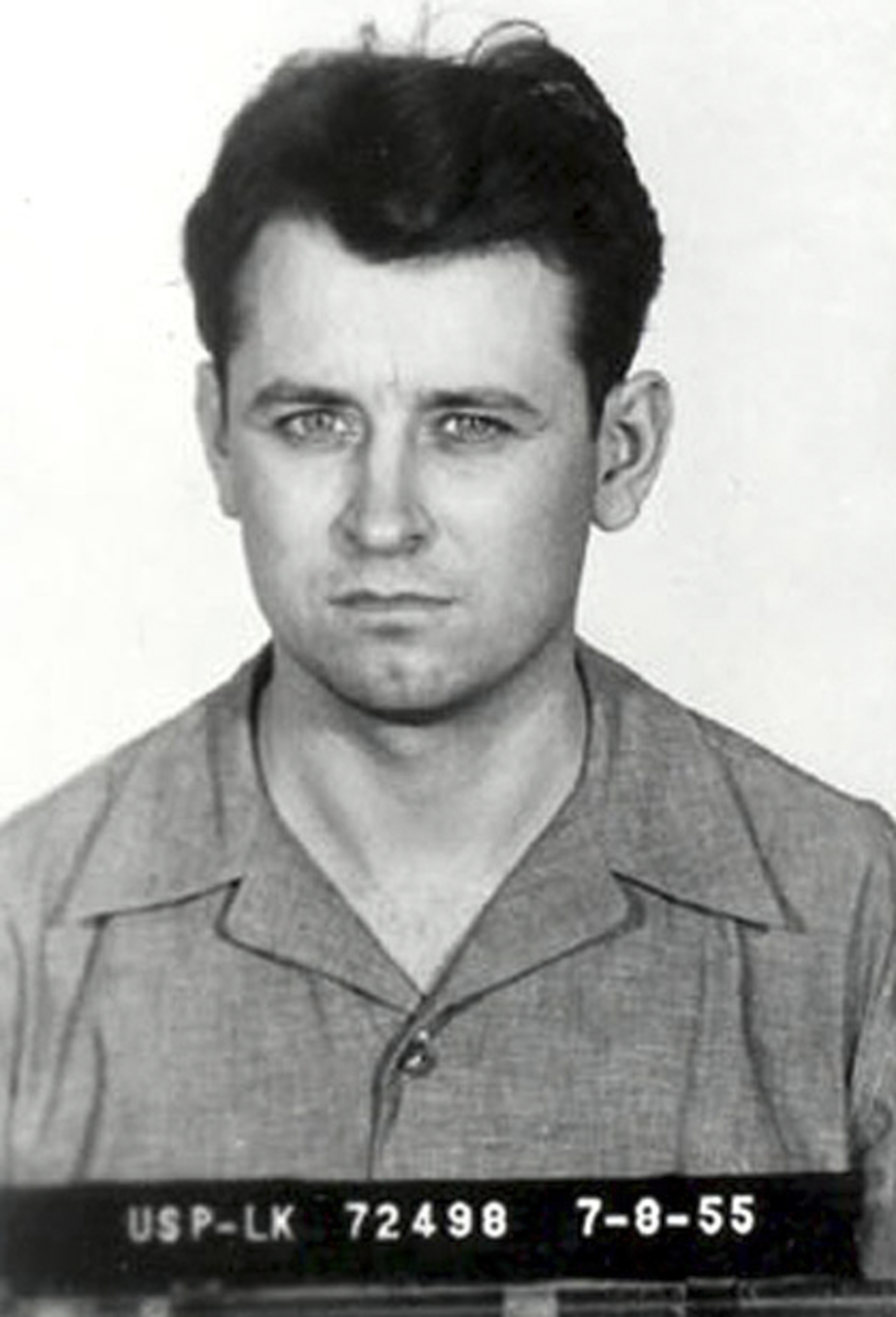
James Earl Ray (1928–1998)

- Ray, Albert (1897–1944), US-amerikanischer Filmregisseur, Schauspieler und Drehbuchautor
- Ray, Aldo (1926–1991), US-amerikanischer Schauspieler
- Ray, Allan (* 1984), US-amerikanischer Basketballspieler
- Ray, Amy (* 1964), US-amerikanische Singer-Songwriterin und Musikerin
- Ray, Anthony (1937–2018), US-amerikanischer Schauspieler, Filmproduzent und Regieassistent
- Ray, Baby (1914–1986), US-amerikanischer American-Football-Spieler
- Ray, Billy (* 1971), US-amerikanischer Drehbuchautor und Filmregisseur
- Ray, Bingham (1954–2012), US-amerikanischer Filmemacher und Mitbegründer des Filmverleihs October Films
- Ray, Bradley (* 1997), britischer Motorradrennfahrer
- Ray, Carl (1943–1978), kanadischer Cree-Künstler, Illustrator und Kunstlehrer
- Ray, Carline (1925–2013), US-amerikanische Jazzmusikerin (Kontrabass, E-Bass, Gitarre, Piano, Gesang)
- Ray, Charles (* 1953), US-amerikanischer Künstler
- Ray, Charlie (* 1992), US-amerikanische Schauspielerin
- Ray, Christopher (* 1977), US-amerikanischer Filmregisseur und -produzent diverser B-Filme
- Ray, Clayton Edward (* 1933), US-amerikanischer Paläontologe und Archäozoologe
- Ray, Connie (* 1956), US-amerikanische Schauspielerin
- Ray, Daniel Burrill (1928–1979), US-amerikanischer Mathematiker
- Ray, Danielle (* 1993), kanadische Squashspielerin
- Ray, Dave (1943–2002), US-amerikanischer Bluessänger und -Gitarrist
- Ray, David Parker (1939–2002), US-amerikanischer Vergewaltiger
- Ray, Dixy Lee (1914–1994), US-amerikanische Politikerin
- Ray, Don (1942–2019), deutsch-französischer Disco-Musiker und Musikproduzent
- Ray, Dwijendralal (1864–1913), indischer Musiker und Schriftsteller
- Ray, Eugen (1957–1986), deutscher Leichtathlet und Olympiateilnehmer
- Ray, Fred Olen (* 1954), US-amerikanischer Filmproduzent, Filmregisseur und DrehbuchautorFred Olen Ray (* 1954)

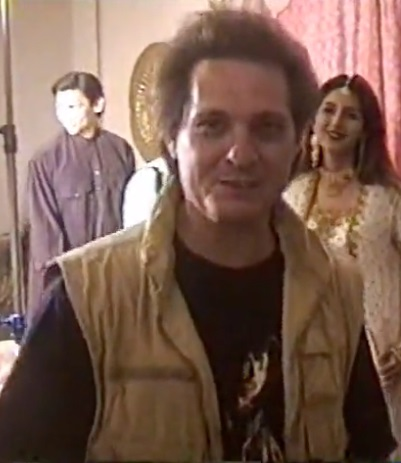
Fred Olen Ray (* 1954)

- Ray, Gemma (* 1980), britische Songwriterin, Gitarristin, Sängerin, Filmkomponistin und Musikproduzentin
- Ray, Gene Anthony (1962–2003), US-amerikanischer Schauspieler, Tänzer und Choreograf
- Ray, George W. (1844–1925), US-amerikanischer Jurist und Politiker
- Ray, Hugh (1884–1956), US-amerikanischer American-Football-Schiedsrichter in der National Football League (NFL)
- Ray, Ian (* 1957), britischer Marathonläufer
- Ray, Isaac (1807–1881), US-amerikanischer Psychiater
- Ray, James (1941–1964), afro-amerikanischer Rhythm-and-Blues-Sänger mit Plattenerfolgen in den 1960er Jahren
- Ray, James B. (1794–1848), US-amerikanischer Politiker
- Ray, James Earl (1928–1998), US-amerikanischer AttentäterJames Earl Ray (1928–1998)
- Ray, James Lee (* 1944), US-amerikanischer Politikwissenschaftler und Hochschullehrer
- Ray, Jane (* 1960), englische Illustratorin
- Ray, Jason (* 1978), US-amerikanischer Biathlet
- Ray, John (1627–1705), britischer Theologe, Altphilologe und Naturforscher
- Ray, John D. (* 1945), britischer Ägyptologe
- Ray, John H. (1886–1975), US-amerikanischer Jurist und Politiker
- Ray, Johnnie (1927–1990), amerikanischer Popsänger
- Ray, Joie (1894–1978), US-amerikanischer Mittel- und Langstreckenläufer
- Ray, Joseph Warren (1849–1928), US-amerikanischer Politiker
- Ray, Kay (* 1965), deutscher Kabarettist und Entertainer
- Ray, Kevin, US-amerikanischer Jazzmusiker
- Ray, Kevin (* 1990), deutscher Komiker
- Ray, K’Sun (* 1993), US-amerikanischer Schauspieler
- Ray, Lionel (* 1935), französischer Romanist und Dichter
- Ray, Lisa (* 1972), kanadische Schauspielerin
- Ray, Lyman (1831–1916), US-amerikanischer Politiker
- Ray, Madalina (* 1979), rumänische Pornodarstellerin
- Ray, Man (1890–1976), US-amerikanischer Fotograf, Filmregisseur, Maler und ObjektkünstlerMan Ray (1890–1976)

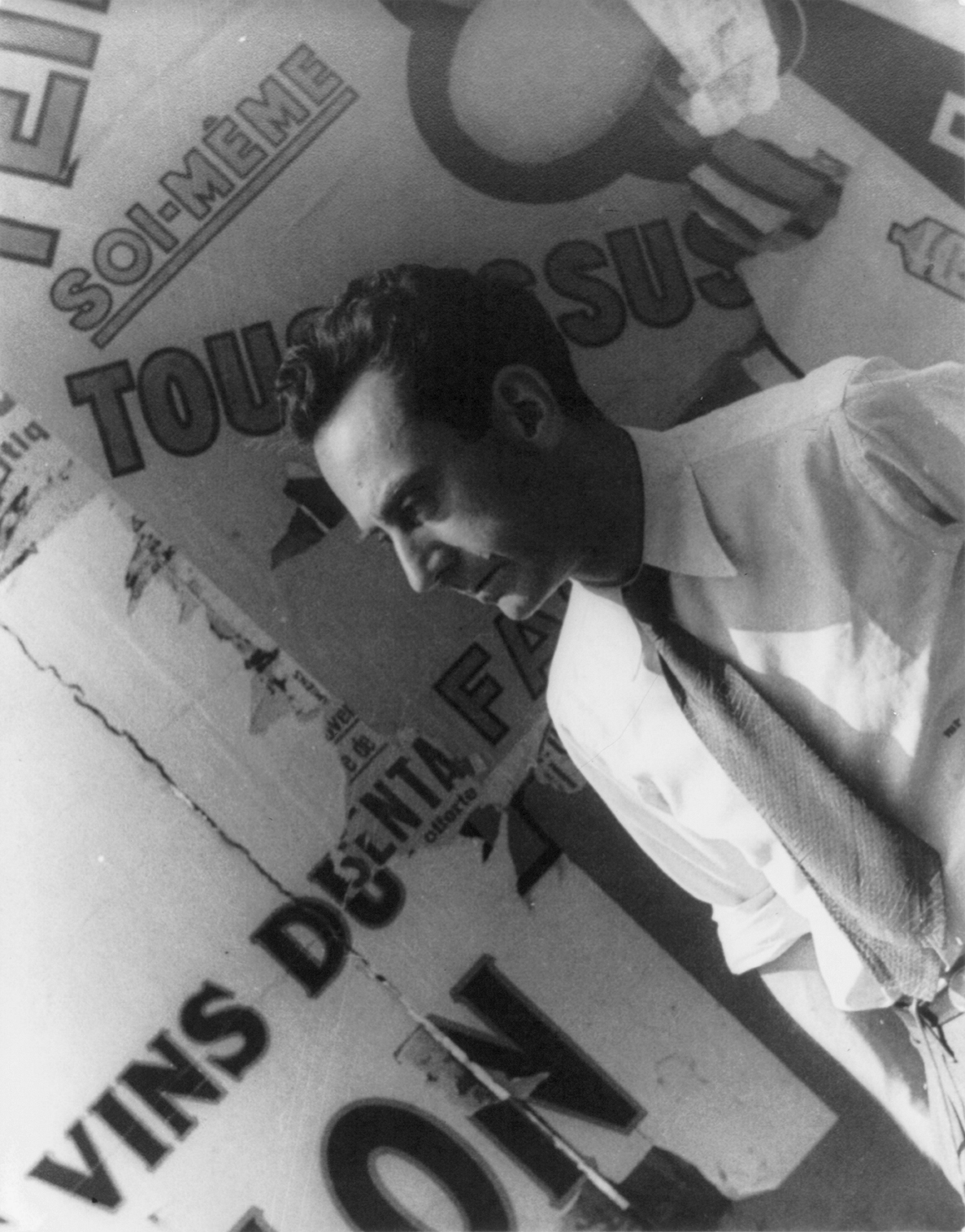
Man Ray (1890–1976)

- Ray, Manuel (1924–2013), kubanischer Politiker, Widerstandskämpfer und Unternehmer
- Ray, Marcel (1878–1951), französischer Germanist, Journalist, Diplomat und Übersetzer
- Ray, Marisha (* 1989), US-amerikanische Synchronsprecherin, Moderatorin, Produzentin und Kreativdirektorin
- Ray, Martha (1742–1779), englische Sängerin (Sopran)
- Ray, Michael (* 1952), amerikanischer Jazztrompeter
- Ray, Michael (* 1988), US-amerikanischer Countrysänger
- Ray, Mona (1905–1986), US-amerikanische Schauspielerin
- Ray, Nicholas (1911–1979), US-amerikanischer Filmregisseur und Schauspieler
- Ray, Ola (* 1960), US-amerikanische Filmschauspielerin
- Ray, Olivia (* 1998), neuseeländische Radsportlerin
- Ray, Ossian (1835–1892), US-amerikanischer Jurist und Politiker
- Ray, Pratibha (* 1944), indische Autorin
- Ray, Rachael (* 1968), US-amerikanische Fernsehmoderatorin und Kochbuchautorin
- Ray, Raka, US-amerikanische Soziologin indischer Herkunft
- Ray, Ricardo (* 1945), US-amerikanisch-puerto-ricanischer Pianist, Komponist und Bandleader
- Ray, Richard (1927–1999), US-amerikanischer Politiker
- Ray, Rob (* 1968), kanadischer Eishockeyspieler
- Ray, Robert (1946–2022), amerikanischer Komponist, Chorleiter und Pianist
- Ray, Robert D. (1928–2018), US-amerikanischer Politiker, Gouverneur von Iowa
- Ray, Roberto (1912–1960), argentinischer Tangosänger
- Ray, Ronnie (* 1954), US-amerikanischer Sprinter
- Ray, Rudolf (1891–1984), expressionistischer und abstrakter Maler
- Ray, Satyajit (1921–1992), indischer FilmregisseurSatyajit Ray (1921–1992)

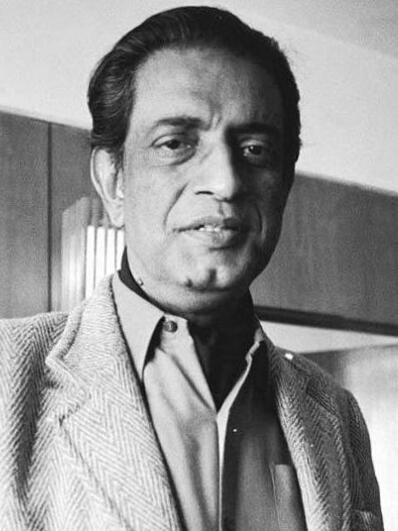
Satyajit Ray (1921–1992)

- Ray, Shamoli (* 1994), bangladeschische Bogenschützin
- Ray, Shane (* 1993), US-amerikanischer American-Football-Spieler
- Ray, Shawn (* 1965), US-amerikanischer Bodybuilder und Autor
- Ray, Shawn (* 1980), US-amerikanischer Basketballspieler
- Ray, Sibnarayan (1921–2008), indisch-bengalischer Philosoph und Literaturkritiker
- Ray, Siddhartha Shankar (1920–2010), indischer Politiker
- Ray, Sidney Herbert (1858–1939), britischer Lehrer und Linguist
- Ray, Sohini (* 1966), indische klassische Manipuri-Tänzerin, Tanzforscherin, Choreografin und Anthropologin
- Ray, Stevie (* 1958), US-amerikanischer Wrestler
- Ray, Sukumar (1887–1923), bengalischer indischer Kinderautor, Illustrator und Herausgeber
- Ray, Ted (1877–1943), britischer Berufsgolfer
- Ray, Teddy (1990–2022), US-amerikanischer Schauspieler und Komiker
- Ray, Thomas (* 1862), britischer Stabhochspringer
- Ray, Thomas S. (* 1954), US-amerikanischer Biologe und Informatiker
- Ray, Timothy, US-amerikanischer Offizier, General der US Air Force
- Ray, Van (* 1984), deutscher Künstler
- Ray, Vanessa (* 1981), US-amerikanische SchauspielerinVanessa Ray (* 1981)

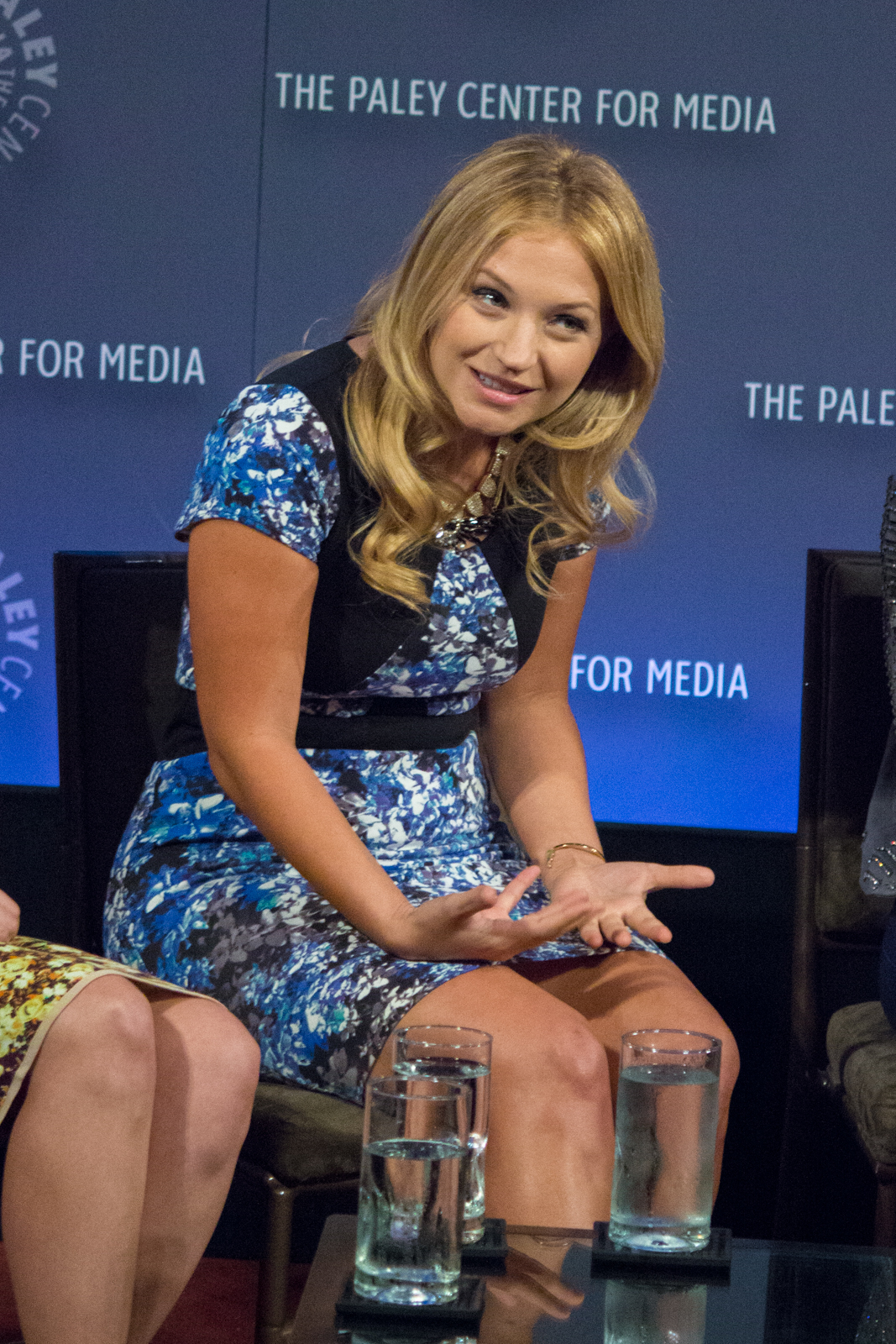
Vanessa Ray (* 1981)

- Ray, William (1925–2019), US-amerikanischer Opernsänger (Bariton), Fernsehschauspieler in Deutschland
- Ray, William H. (1812–1881), US-amerikanischer Politiker
- Ray, William Hallett (1825–1909), kanadischer Landwirt, Kaufmann und Politiker
- Ray, Winifred (1879–1968), englische literarische Übersetzerin
- Ray-Chaudhuri, Dijen Kumar (* 1933), indisch-US-amerikanischer Mathematiker
- Ray-Gavras, Michèle (* 1939), französische Journalistin und Filmproduzentin
- Ray-Jones, Tony (1941–1972), britischer Fotograf

### Raya
- Raya, David (* 1995), spanischer FußballspielerDavid Raya (* 1995)

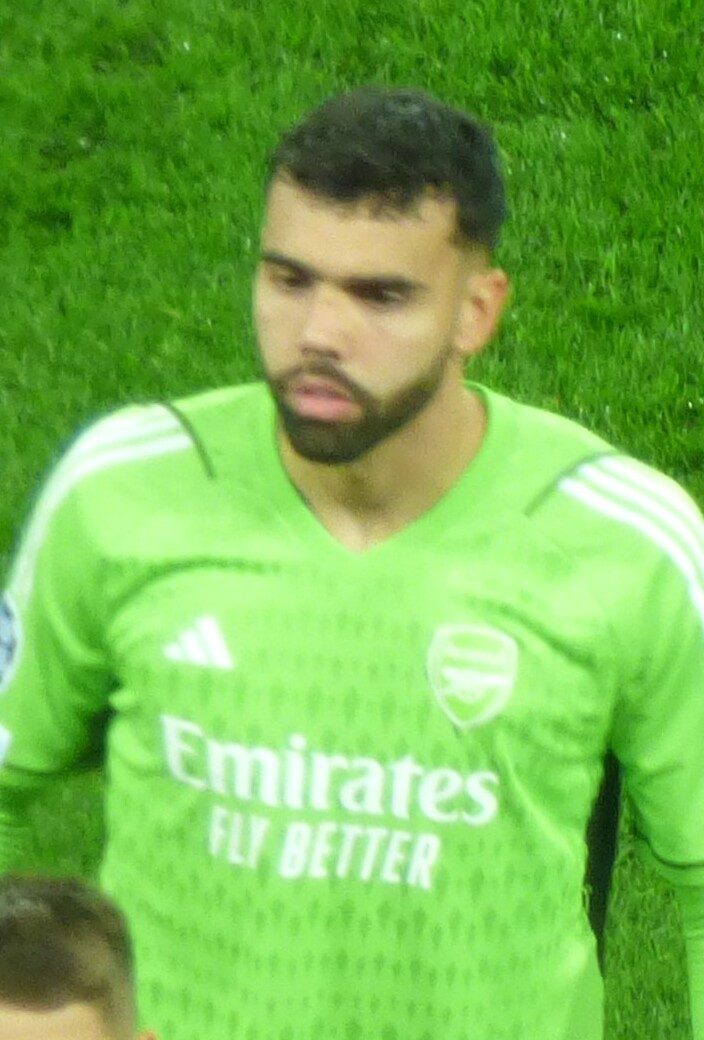
David Raya (* 1995)

- Raya, Javier (* 1991), spanischer Eiskunstläufer
- Raya, Joseph-Marie (1916–2005), libanesischer Erzbischof
- Rayan (* 2006), brasilianischer Fußballspieler
- Rayan, Nizar (1959–2009), palästinensischer Militärkommandeur und Hamas-Führer
- Rayann, Meena, französische Schauspielerin und Synchronsprecherin
- Rayappa, Peter Francis (1882–1973), indischer Geistlicher, römisch-katholischer Bischof von Kumbakonam
- Rayappan, Ambrose (1901–1999), indischer Geistlicher und römisch-katholischer Erzbischof von Pondicherry und Cuddalore
- Rayappan, Arulselvam (* 1960), indischer Geistlicher, römisch-katholischer Bischof von Salem
- Rayappan, Suzanne (* 1981), englische Badmintonspielerin

### Rayb
- Rayborn, Cal (1940–1973), US-amerikanischer Motorradrennfahrer, Motorradweltrekordhalter (1970–1975)
- Raybould, Ryan (* 1983), US-amerikanischer Fußballspieler
- Raybould, Sam (1875–1953), englischer Fußballspieler
- Rayburn, Sam (1882–1961), US-amerikanischer Politiker
- Rayburn, Tricia (* 1978), US-amerikanische Autorin

### Rayc
- Rayces, Juan L. (1918–2009), Optiker
- Raychaudhuri, Upendrakishore (1863–1915), indischer Autor, Herausgeber, Illustrator, Komponist und Unternehmer
- Raychouni, Munier (* 1986), deutsch-libanesischer Fußballspieler
- Raycole, Jazz (* 1988), US-amerikanische Schauspielerin
- Raycroft, Andrew (* 1980), kanadischer Eishockeytorwart

### Rayd
- Rayden (* 1985), spanischer Rapper
- Rayder, Frankie (* 1975), US-amerikanisches Model
- Raydt, Else (1883–1931), deutsche Malerin, Grafikerin und Kunstgewerblerin
- Raydt, Ernst (1880–1929), deutscher Fußballspieler
- Raydt, Hermann (1851–1914), deutscher Pädagoge, Schulleiter und Studiendirektor der Handelshochschule Leipzig
- Raydt, Theodor (1840–1910), Schulinspektor, Pastor und Superintendent in Lingen
- Raydt, Theodor Christian Friedrich (1768–1833), deutscher Jurist
- Raydt, Ulrich (1886–1967), Chemiker und Vorstandsvorsitzender der Osnabrücker Kupfer- und Drahtwerke.
- Raydt, Wilhelm Carl (1843–1908), deutscher Chemiker, Gymnasiallehrer, Erfinder und Unternehmer

### Raye
- Raye (* 1997), britische R&B- und Pop-Sängerin und SongwriterinRaye (* 1997)

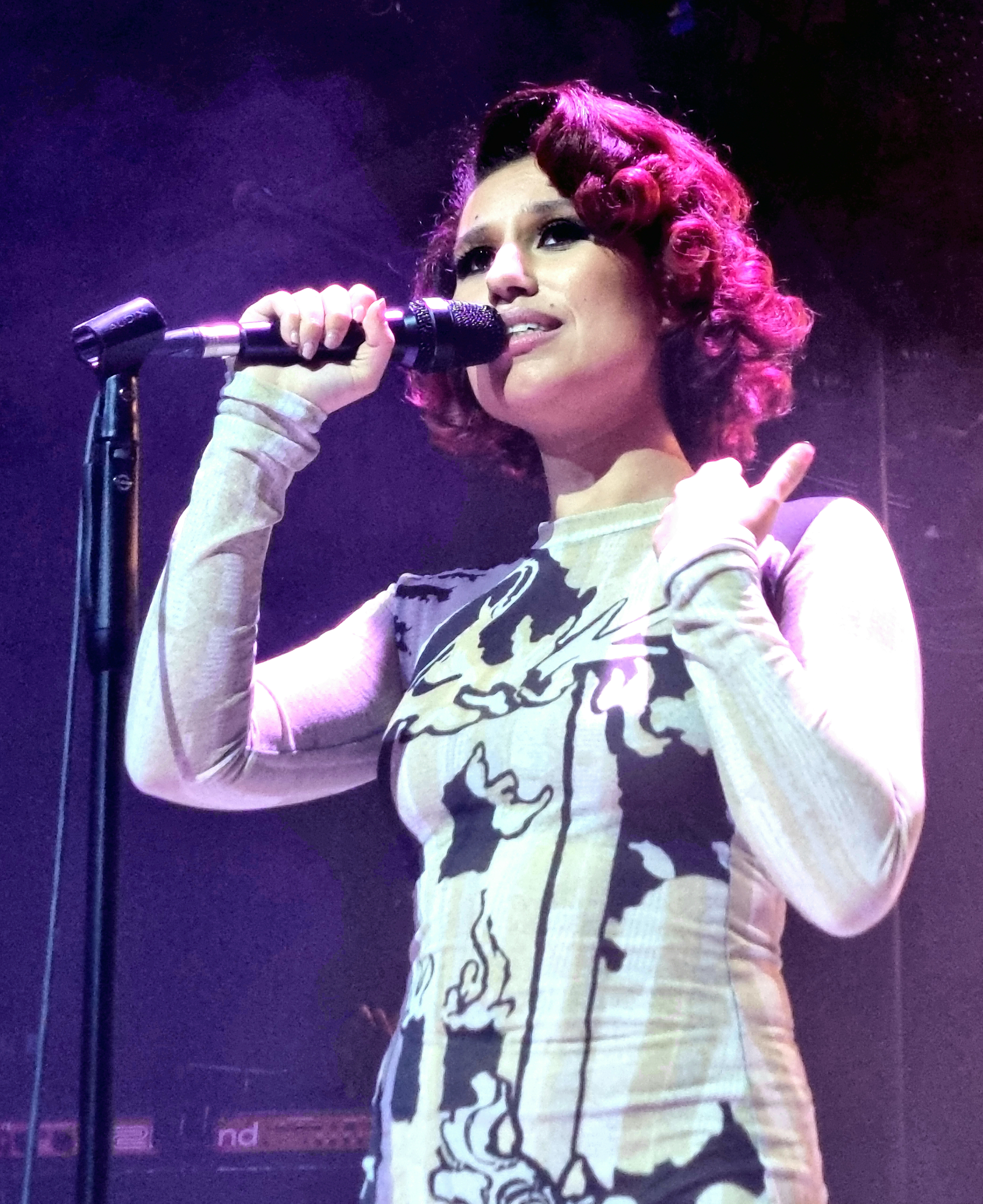
Raye (* 1997)

- Raye, Collin (* 1960), US-amerikanischer Country-Sänger
- Raye, Don (1909–1985), US-amerikanischer Komponist und Textdichter
- Raye, Joan (1698–1737), niederländischer Militär, Plantageneigentümer und Generalgouverneur in Suriname
- Raye, Martha (1916–1994), US-amerikanische Schauspielerin und Sängerin
- Raye, Susan (* 1944), US-amerikanische Country-Sängerin
- Rayel, Andrew (* 1992), moldauischer DJ und Musikproduzent im Bereich Trance und Progressive
- Rayer, Églantine (* 2004), französische Radrennfahrerin
- Rayer, Francis G. (1921–1981), britischer Science-Fiction-Autor und Journalist
- Rayer, Henk (1949–2013), niederländischer Fußballspieler und -trainer
- Rayer, Pierre François Olive (1793–1867), französischer Mediziner und Dermatologe
- Rayer, Wolfgang (1949–1996), deutscher Politiker (SPD), MdB
- Rayet, Georges (1839–1906), französischer Astronom

### Rayf
- Rayfiel, David (1923–2011), US-amerikanischer Drehbuchautor
- Rayfiel, Leo F. (1888–1978), US-amerikanischer Jurist und Politiker
- Rayford, Sugaray (* 1969), US-amerikanischer Soul-Blues-Sänger und Songwriter

### Rayg
- Raygada, Carlos (1898–1953), peruanischer Literatur- und Musikkritiker
- Rayger, Karl (1641–1707), Stadtarzt in Preßburg und Mitglied der Leopoldina

### Rayh
- Rayhall, Sean (* 1995), US-amerikanischer Automobilrennfahrer
- Rayhan, Mohammad Jahir (* 2001), bangladeschischer Sprinter
- Rayhana (* 1964), algerische Theaterautorin und Schauspielerin
- Rayher, Alfons (1890–1952), württembergischer Landrat
- Rayhon (* 1978), usbekische Pop-Sängerin, Filmschauspielerin und Verdiente Künstlerin Usbekistans

### Rayi
- Rayian, William (* 1994), kenianischer Sprinter

### Rayk
- Raykov, Emil (* 1958), bulgarischer Opernsänger (Tenor)
- Raykova, Ilariya (1896–1981), usbekisch-sowjetische Wissenschaftlerin, Biologin, Geografin, Reisende, Botanikerin
- Raykowski, Werner (1911–2006), deutscher Diplomat

### Rayl
- Raylee (* 1997), norwegische Sängerin
- Raylene (* 1977), US-amerikanische PornodarstellerinRaylene (* 1977)

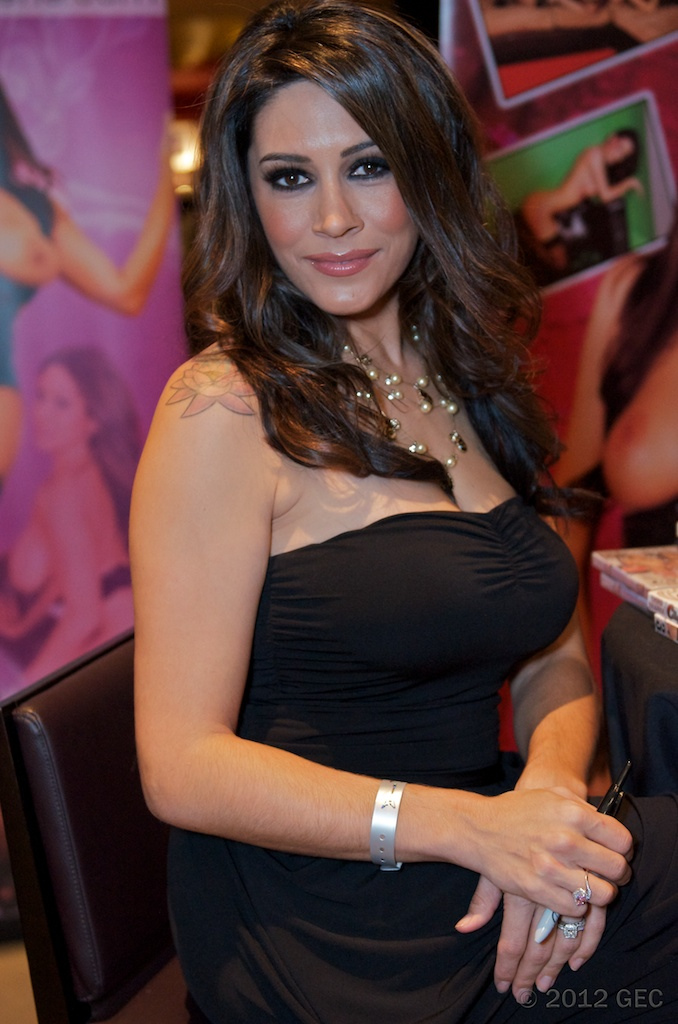
Raylene (* 1977)

### Raym
- Raymaekers, Koen (* 1980), niederländischer Langstreckenläufer
- Rayman, Marcel (1923–1944), polnisch-jüdischer Kämpfer der französischen Résistance
- Rayman, Morris (1913–1994), US-amerikanischer Jazzmusiker
- Raymann, Johann Adam (1690–1770), ungarischer Mediziner, Mitbegründer der Pockenschutzimpfung, Stadtarzt in Eperies, Mitglied der Leopoldina
- Raymer, Greg (* 1964), US-amerikanischer Pokerspieler
- Raymi, Ali (1973–2015), jemenitischer Boxsportler
- Raymo, Maureen (* 1959), US-amerikanische Geologin und Paläoklimatologin
- Raymon, Harry (* 1926), deutscher Schauspieler, Synchronsprecher, Regisseur, Autor und Theatergründer
- Raymond Berenger († 1374), Großmeister des Malteserordens
- Raymond de Canillac († 1373), Kardinal
- Raymond du Puy (* 1083), 2. Großmeister des Johanniterordens
- Raymond FitzGerald, englischer Adliger und Kommandant unter Strongbow bei der englischen Invasion in Irland
- Raymond Locke, Edith (1921–2020), österreichisch-US-amerikanische Modejournalistin
- Raymond von Marseille, französischer Astronom
- Raymond, Alan, US-amerikanischer Dokumentarfilmer
- Raymond, Alex (1909–1956), US-amerikanischer Zeichner
- Raymond, Antonin (1888–1976), tschechisch-amerikanischer Architekt
- Raymond, Benjamin Wright (1801–1883), US-amerikanischer Politiker
- Raymond, Bobby (* 1985), kanadischer Eishockeyspieler
- Raymond, Brittany (* 1995), kanadische Schauspielerin und Tänzerin
- Raymond, Camille (* 1976), französische Sängerin und Schauspielerin
- Raymond, Christian (* 1943), französischer Radrennfahrer
- Raymond, Derek (1931–1994), britischer Schriftsteller
- Raymond, Eleanor (1887–1989), US-amerikanische Architektin
- Raymond, Eric S. (* 1957), US-amerikanischer Autor und Programmierer in der Hacker- und Open-Source-Szene
- Raymond, Fred (1900–1954), österreichischer KomponistFred Raymond (1900–1954)

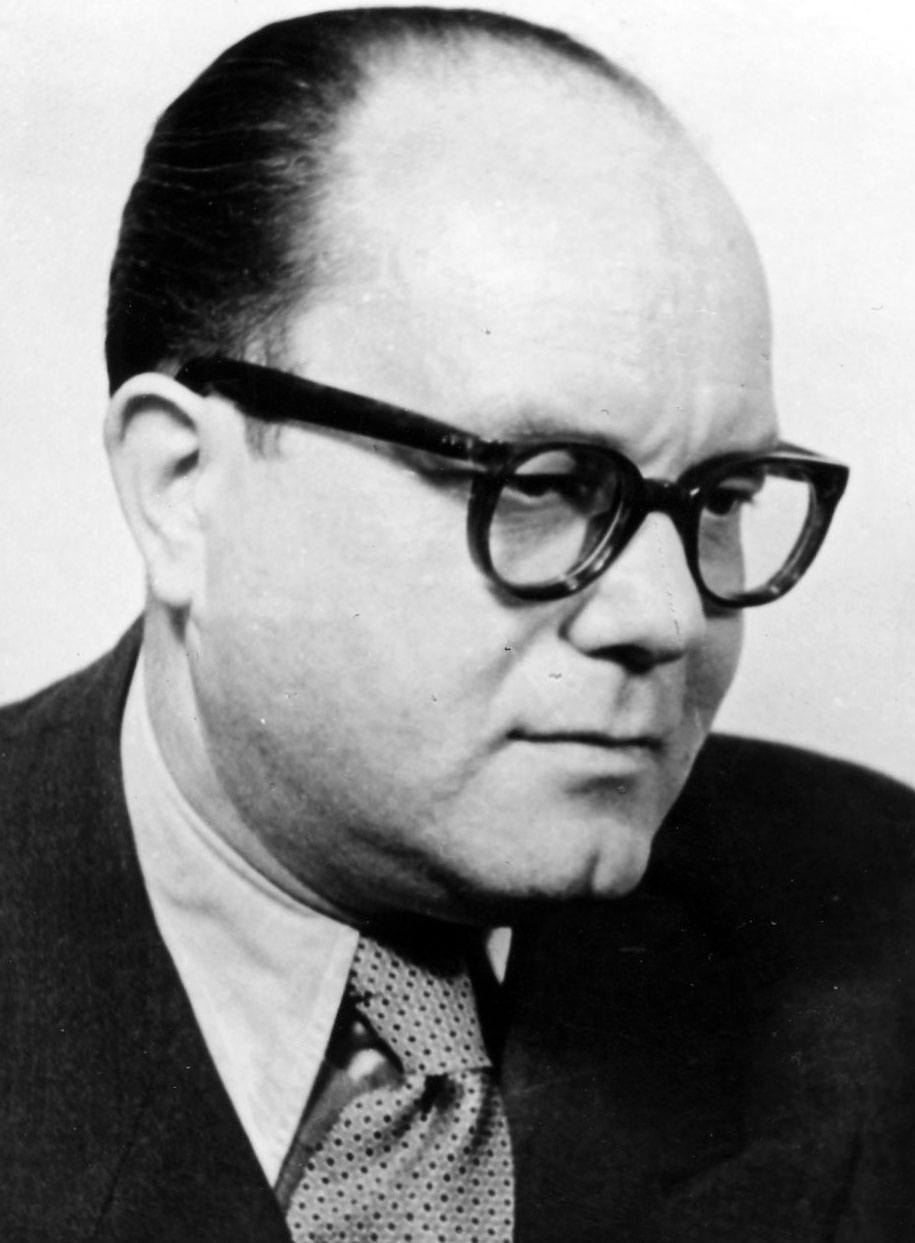
Fred Raymond (1900–1954)

- Raymond, Fulgence (1844–1910), französischer Neurologe
- Raymond, Gary (* 1935), britischer Film- und Theaterschauspieler
- Raymond, Gene (1908–1998), US-amerikanischer Schauspieler
- Raymond, Henry J. (1820–1869), US-amerikanischer Journalist
- Raymond, Jacques (* 1938), belgischer Sänger
- Raymond, Jade (* 1975), kanadische Videospiel-ProduzentinJade Raymond (* 1975)

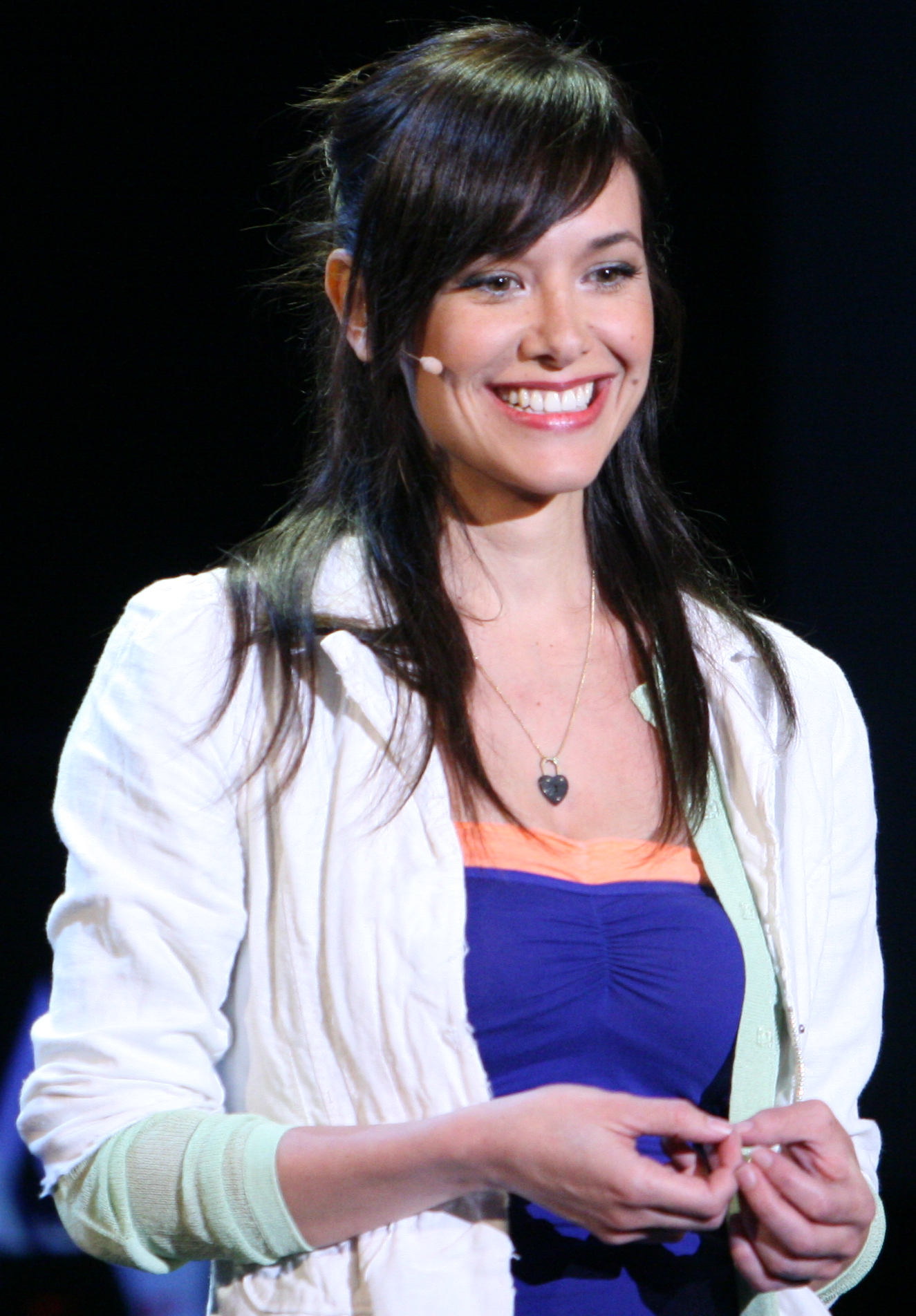
Jade Raymond (* 1975)

- Raymond, Jean de (1907–1951), französischer Kolonialbeamter in Laos und Kambodscha
- Raymond, Jean-Arnaud (1742–1811), französischer Architekt
- Raymond, Jean-Mickaël (* 1986), französischer Boxer im Mittelgewicht, Olympiateilnehmer 2008
- Raymond, Jean-Paul (* 1948), französischer Bildhauer, Graveur, Glaskünstler und Pionier der Studioglasbewegung
- Raymond, John (* 1985), US-amerikanischer Jazzmusiker und Hochschullehrer
- Raymond, John B. (1844–1886), US-amerikanischer Politiker
- Raymond, John W. (* 1962), US-amerikanischer General, erster Chief of Space Operations
- Raymond, Jonathan, US-amerikanischer Schriftsteller und Drehbuchautor
- Raymond, Julian, US-amerikanischer Songwriter, Keyboarder und Musikproduzent
- Raymond, Lee (* 1939), US-amerikanischer Manager
- Raymond, Leonard Joseph (1899–1974), indischer Geistlicher, römisch-katholischer Erzbischof von Nagpur
- Raymond, Lisa (* 1973), US-amerikanische Tennisspielerin
- Raymond, Louis (1895–1962), südafrikanischer Tennisspieler
- Raymond, Lucas (* 2002), schwedischer Eishockeyspieler
- Raymond, Marc (* 1968), Schweizer Bildhauer
- Raymond, Marcel (1897–1981), Schweizer Literaturkritiker
- Raymond, Marie (1908–1989), französische Malerin der abstrakten Kunst
- Raymond, Marie-Odile (* 1973), kanadische Skilangläuferin
- Raymond, Mark (* 1979), australischer Biathlet
- Raymond, Mason (* 1985), kanadischer Eishockeyspieler
- Raymond, Paul (1925–2008), britischer Verleger
- Raymond, Paul (1945–2019), britischer Keyboarder und Gitarrist
- Raymond, Paula (1924–2003), US-amerikanische Schauspielerin
- Raymond, Percy Edward (1879–1952), US-amerikanischer Paläontologe
- Raymond, Peter (* 1947), US-amerikanischer Ruderer
- Raymond, Robert (* 1930), belgischer Radrennfahrer
- Raymond, Robin (1916–1994), US-amerikanische Schauspielerin
- Raymond, Ronnie (1946–2015), britischer Theater- und FilmschauspielerRonnie Raymond (1946–2015)

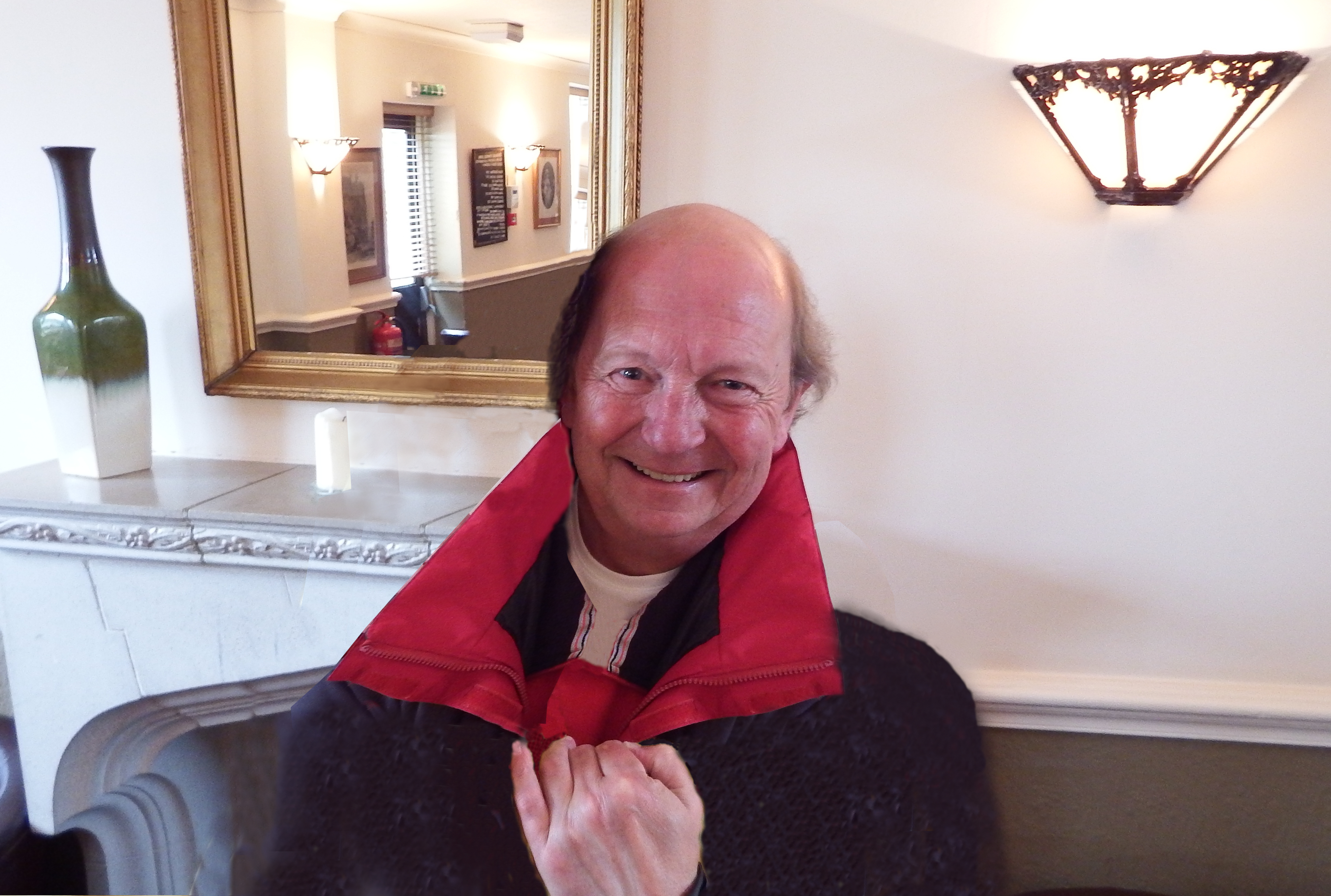
Ronnie Raymond (1946–2015)

- Raymond, Roy (1947–1993), US-amerikanischer Geschäftsmann
- Raymond, Susan, US-amerikanische Filmproduzentin, Regisseurin, Drehbuchautorin
- Raymond, Walter (1886–1972), deutscher Manager und Wirtschaftsfunktionär
- Raymond, Yasmil (* 1978), US-amerikanische Kuratorin, Rektorin der Hochschule für Bildende Künste-Städelschule und Direktorin des Portikus
- Raymond-James, Michael (* 1977), US-amerikanischer Schauspieler
- Raymonda, Santiago, uruguayischer Fußballspieler
- Raymonde, Tania (* 1988), US-amerikanische Schauspielerin, Filmregisseurin und DrehbuchautorinTania Raymonde (* 1988)

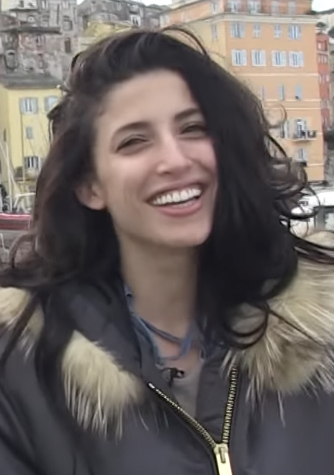
Tania Raymonde (* 1988)

- Raymund, Monica (* 1986), US-amerikanische Schauspielerin

### Rayn
- Raynal, David (1840–1903), französischer Politiker
- Raynal, Frédérick (* 1966), französischer Computerspielentwickler
- Raynal, Guillaume Thomas François (1713–1796), französischer Schriftsteller
- Raynal, Jean (* 1932), französischer Radrennfahrer
- Raynal, Mathieu (* 1981), französischer Rugby-Union-Schiedsrichter
- Raynal, Maurice (1884–1954), französischer Schriftsteller und Kunstkritiker
- Raynal, Paul (1885–1971), französischer Dramatiker
- Raynal, Sylvain Eugène (1867–1939), französischer Offizier, Kommandant (Verdun)
- Raynaldi, Guillaume († 1402), französischer Kartäuser
- Raynard, Jacques (* 1961), französischer Rechtswissenschaftler
- Raynaud de Lage, Guy (1905–1993), französischer Romanist und Mediävist
- Raynaud, Alexis (* 1994), französischer Sportschütze
- Raynaud, André (1904–1937), französischer Radrennfahrer
- Raynaud, Maurice (1834–1881), französischer Arzt
- Raynaud, Michel (1938–2018), französischer Mathematiker
- Raynaud, Michèle (* 1938), französische Mathematikerin
- Raynault, Adhémar (1891–1984), kanadischer Politiker
- Rayne, Amber (1984–2016), US-amerikanische PornodarstellerinAmber Rayne (1984–2016)

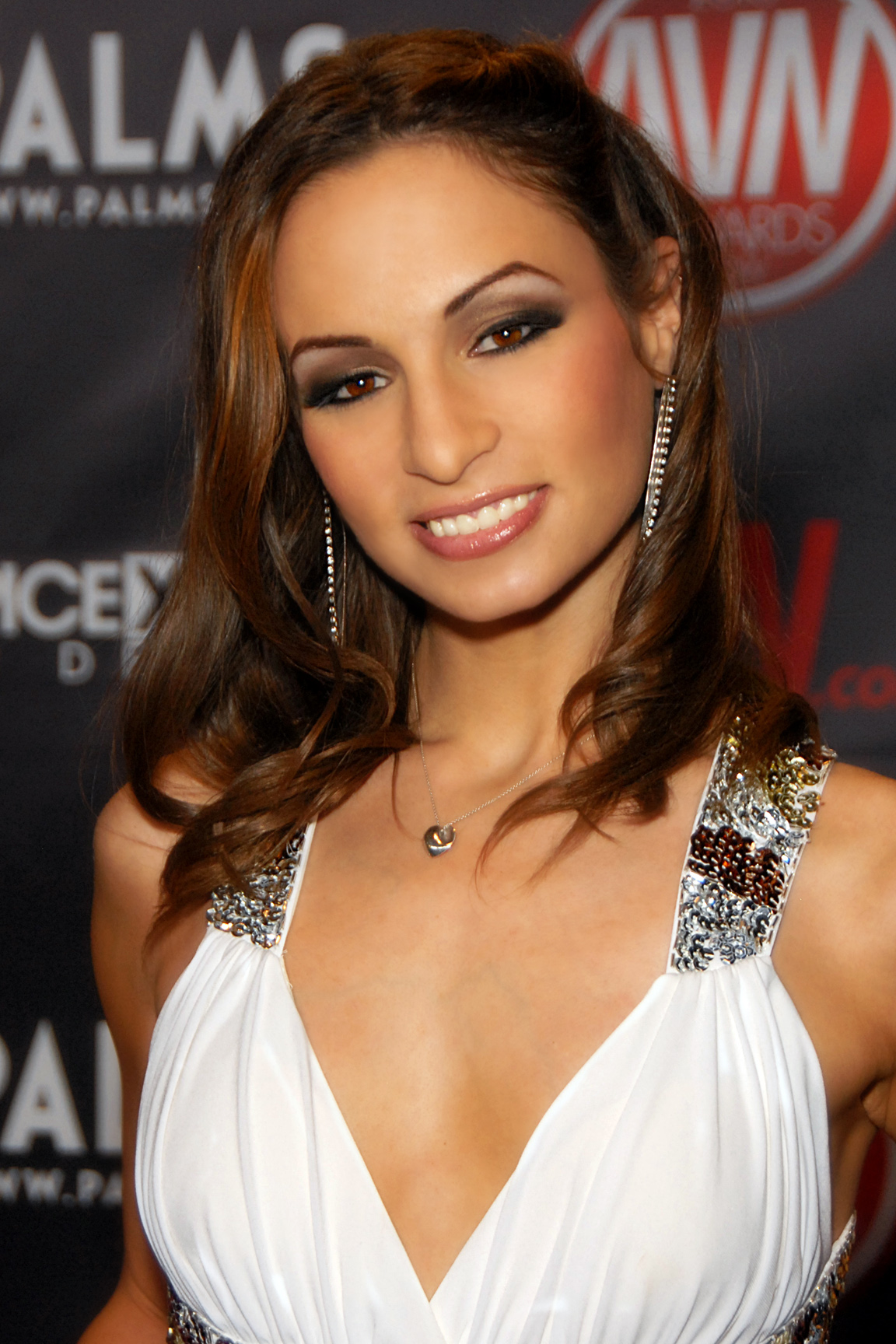
Amber Rayne (1984–2016)

- Rayne, Madison (* 1986), US-amerikanische Wrestlerin
- Rayne, Max, Baron Rayne (1918–2003), britischer Unternehmer
- Rayner, Adam (* 1977), britischer Schauspieler
- Rayner, Alison (* 1952), britische Jazzbassistin
- Rayner, Angela (* 1980), britische Politikerin (Labour Party)
- Rayner, Chuck (1920–2002), kanadischer Eishockeytorwart
- Rayner, Derek, Baron Rayner (1926–1998), britischer Geschäftsmann
- Rayner, Harold (1888–1954), US-amerikanischer Fechter, Pentathlet und Offizier
- Rayner, Isidor (1850–1912), US-amerikanischer Politiker
- Rayner, Jack (* 1995), australischer Leichtathlet
- Rayner, Jacqueline, britische Produzentin und Autorin
- Rayner, Jay (* 1966), britischer Journalist, Schriftsteller, Rundfunkmoderator, Gastronomiekritiker und Jazzpianist
- Rayner, John (1924–2005), deutsch-britischer Rabbiner des Liberalen Judentums
- Rayner, Keith (1929–2025), australischer anglikanischer Bischof
- Rayner, Kenneth (1808–1884), US-amerikanischer Politiker
- Rayner, Louise (1832–1924), britische Malerin
- Rayner, Margaret Eva (1929–2019), britische Mathematikerin und Hochschullehrerin
- Rayner, Martin (* 1949), britischer Schauspieler
- Rayner, Oswald (1888–1961), britischer GeheimagentOswald Rayner (1888–1961)

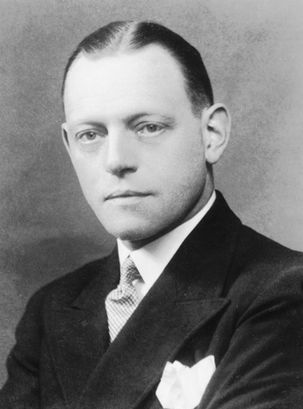
Oswald Rayner (1888–1961)

- Raynor, George (1907–1985), englischer Fußballspieler und -trainer
- Raynor, Michael A. (* 1962), US-amerikanischer Diplomat
- Raynor, Seth (1874–1926), US-amerikanischer Golfarchitekt
- Raynouard, François-Juste-Marie (1761–1836), französischer Rechtsanwalt, Politiker, Dichter und Philologe
- Raynsford, Helene (* 1979), britische Ruderin

### Rayo
- Rayo, Leonardo (* 1992), chilenischer Fußballspieler
- Rayo, Yolanda (* 1968), kolumbianische Musikerin
- Rayon, Antonin (* 1976), französischer Jazzmusiker

### Rays
- Rayski, Adam (1913–2008), polnisch-französischer Funktionär der kommunistischen Partei und Historiker der Résistance
- Rayski, Ferdinand von (1806–1890), deutscher Grafiker und Porträtmaler
- Rayski, Jerzy (1917–1993), polnischer Physiker
- Rayski, Tomasz (1811–1885), Politiker, Rechtsanwalt und Gutsbesitzer
- Rayssac, Saint-Cyr de (1837–1874), französischer Schriftsteller
- Raysse, Martial (* 1936), französischer Maler, Bildhauer, Objekt- und Installationskünstler
- Rayssiguier, Sieur de († 1660), französischer Dramatiker und Übersetzer

### Rayt
- Raytchev, Alexander (* 1975), bulgarischer Pianist und Komponist

### Rayv
- Rayvon (* 1968), Reggae-Sänger

### Rayy
- Rayyis, Nadschīb ar- (1898–1952), syrischer Journalist, Herausgeber und Ideologe